# Klasztor karmelitanek bosych w Poznaniu
Klasztor karmelitanek bosych w Poznaniu – dom i wspólnota zakonu karmelitanek bosych znajdujące się w Poznaniu przy ul. Święty Wojciech 19/20. Posiada wezwanie Najświętszego Serca Pana Jezusa. Istnieje od 1945 roku jako czwarta fundacja tego zakonu w historii Poznania.

## Historia
W 1618 roku do Poznania przybyli pierwsi karmelici bosi. Rozpoczęli oni budowę klasztoru i kościoła na Wzgórzu Świętego Wojciecha. W 1624 roku podjęto działania mające na celu ufundowanie klasztoru sióstr karmelitanek bosych. Ze środków ofiarowanych przez Katarzynę z Leszczyńskich Czarnkowską, wojewodzinę łęczycką, dokonano zakupów kilka domów naprzeciw klasztoru. Pomimo przedsięwziętych działań do fundacji nie doszło.
Kolejne starania podjęła królowa Ludwika Maria Gonzaga i jej mąż, król Jan Kazimierz. W 1665 roku z karmelu lubelskiego przybyły cztery siostry. Jako tymczasową siedzibę wyznaczono jedną z kamienic przy poznańskim rynku. W 1672 roku rozpoczęto budowę kościoła przy ul. Psiej (zwanej później ul. Panieńską, obecnie ul. Szkolna). Obok świątyni wybudowano klasztor, do którego karmelitanki przeniosły się w roku 1678. Początek XVIII wieku nie był pomyślny na zakonu. Zabudowania klasztorne ucierpiały na skutek oblężenia miasta w 1704 roku. W kolejnych latach Poznań nawiedzała epidemia, która dotknęła również mieszkanki klasztoru. Pomimo przeciwności wspólnota wciąż się rozrastała, a klasztor stanowił istotny punkt na mapie religijnej Poznania.
Na skutek rozbiorów Polski władze pruskie rozpoczęły działania ograniczające funkcjonowanie Kościoła katolickiego w Polsce. Zakazano wówczas m.in. przyjmowania nowych kandydatów do zakonów. Bezprawnie konfiskowano również mienie zakonne. Ostatecznie poznański karmel został skasowany w 1823 roku. Sześć ostatnich sióstr wywieziono do klasztoru cysterek w Owińskach. Kościół przekazano braciom czeskich, a zabudowania klasztorne przekształcono w szkołę (stąd obecna nazwa ulicy). W połowie XIX wieku kościół i część byłego klasztoru rozebrano, pozostałą zaś przeznaczono pod działalność szpitala miejskiego (istniejącego do 2017 roku). 
Pragnienie obecności karmelitanek w Poznaniu było wciąż żywe wśród mieszkańców miasta, zwłaszcza w kręgach ziemiańskich i duchownych. Konstytucja państwa pruskiego z 1867 roku pozwalała na zakładanie nowych klasztorów. Korzystając z okazji do Poznania sprowadzono w tym samym roku osiem sióstr, głównie z Belgii i Francji. Zamieszkały one w domu na Ostrowie Tumskim, a krótko potem w nowo wybudowanym klasztorze wraz z kaplicą przy ul. Wieżowej. Do zakonu zaczęły wstępować Polki. Sytuacja poczęła zmieniać się diametralnie na skutek antypolskiej i antykościelnej polityki Kulturkampfu. Już w 1874 roku władze pruskie zmusiły część zakonnic do opuszczenia klasztoru, a rok później definitywne rozwiązano wspólnotę. Siostry na czele z Marią Ksawerą od Jezusa (Marią Czartoryską) udały się do Krakowa i tam założyły nowy karmel przy ulicy Łobzowskiej, licząc jednakże na powrót do Wielkopolski. Klasztor i kaplica zostały przekazane w użytkowanie Arcybiskupiemu Seminarium Duchownemu. Obecnie na miejscu zabudowań przebiega ulica Stefana Wyszyńskiego (tzw. trasa chwaliszewska). 
W 1920 roku karmelitanki po raz trzeci przybyły do Poznania. Nową wspólnotę tworzyły siostry z Krakowa. Początkowo zamieszkały w domu przy ul. Kopczyńskiego (ob. ul. Dmowskiego) na Świętym Łazarzu. W 1925 roku rozpoczęto budowę klasztoru wraz z kościołem przy ul. Niegolewskich. Autorem projektu był Roger Sławski. Klasztor uroczyście poświęcił kard. August Hlond w 1927 roku. Dwa lata później do użytku oddano kościół, który konsekrowano w roku 1933. Część sióstr wzięła udział w fundacji nowego klasztoru w Wilnie. Działalność karmelitanek trwała do 1940 roku, kiedy to władze hitlerowskiej skonfiskowały posiadłość celem przeznaczenia jej na szkołę muzyczną, a zakonnice eksmitowano i zmuszono do zamieszkania w Krakowie w klasztorze na Wesołej. Tam przetrwały okres II wojny światowej. Jeszcze w trakcie walk o wyzwolenie Poznania w 1945 roku pierwsze siostry przybyły z Małopolski. Niestety po zakończeniu działań wojennych budynki przy ul. Niegolewskich zajęło NKWD, a później Urząd Bezpieczeństwa. Później władze komunistyczne przeznaczyły klasztor na szpital ginekologiczno-położniczy (istniejący do dziś jako Szpital Świętej Rodziny). 
Tymczasowo siostry zamieszkały w użyczonym mieszkaniu przy ul. Chełmońskiego. Jednocześnie ówczesny prowincjał karmelitów o. Józef Prus wydzierżawił od komendy wojskowej dom przy ul. Święty Wojciech 19. W tym samym czasie karmelici powrócili do pobliskiego kościoła i klasztoru św. Józefa. Karmelitanki wprowadziły się do nowego miejsca w październiku 1945 roku. Budynek zniszczony podczas działań wojennych wymagał gruntownych napraw, które sukcesywnie podejmowały nowe mieszkanki. W latach osiemndziesiątych teren klasztoru powiększono, a sam budynek rozbudowano wg projektu Jana Kopydłowskiego. W 1991 roku karmelitanki uzyskały prawo własności domu i gruntu. Obecnie karmel poznański należy do warszawskiej prowincji zakonu karmelitów bosych.   

## Działalność
Poznańskie karmelitanki bose podejmują życie zakonne według rad ewangelicznych zgodnie z charyzmatem zakonu. Wstępując do karmelu akceptują reguły życia w klauzurze papieskiej. Siostry prowadzą życie kontemplacyjno-eklezjalne, nie prowadzą żadnej działalności zewnętrznej. Oddzielenie zewnętrzne od świata nie stanowi jednak całkowitego odejście od spraw za murami klasztoru. Karmelitanki poprzez modlitwę, wyrzeczenia i spotkania z ludźmi ofiarują im swoją pomoc. W czasach pierwszej fundacji mieszkańcy miasta odnajdywali w klasztorze miejsce modlitwy i medytacji, a w chwilach niepokoju - schronienia i błagania Boga o pomoc. W okresie Kulturkampfu siostry angażowały się w obronę narodu i Kościoła prześladowanego przez władze pruskie - wspierały m.in. szykanowanego abp. Mieczysława Ledóchowskiego. Autorką pierwszej biografii tego męża stanu była matka Jadwiga Wielhorska. Ważnym rysem działalności karmelitanek w XIX wieku było propagowanie kultu św. Józefa. 